# La Frette, Isère
La Frette là một xã thuộc tỉnh Isère, vùng Rhône-Alpes đông nam nước Pháp. Xã này nằm ở khu vực có độ cao trung bình 430 mét trên mực nước biển.